# Mobilvetta Design
Mobilvetta Design was een Italiaanse wielerploeg. In 2003 en 2004 heette de ploeg Formaggi Pinzolo Fiavé. De hoogtepunten van de ploeg waren de winst van het intergiroklassement door Massimo Strazzer in de Ronde van Italië en de twee etappeoverwinningen van Ivan Quaranta in diezelfde ronde.

## Ploegleiding
De ploeg had een groot verloop in ploegleiders. Slechts teammanager Stefano Giuliani bleef gedurende de hele bestaansperiode van Mobilvetta bij de ploeg. Gabriele Di Francesco (1999-2003) en Franco Chioccioli (1998-1999) zijn voorts de enige die langer dan één jaar bij Mobilvetta hebben gediend. De oud-wielrenners Franco Vona (1998) en Riccardo Magrini (2003) vindt men onder de zeven tijdelijke krachten.

## Resultaten
In de loop der jaren wist Mobilvetta slechts af en toe een aansprekend resultaat neer te zetten. In 1999 boekten renners etappeoverwinningen in bekende kleinere koersen, waaronder de Driedaagse van De Panne, de Ronde van Zwitserland en de Tirreno-Adriatico. Het jaar daarna won Ivan Quaranta zes etappes, waarvan twee in de Ronde van Italië. Massimo Strazzer mocht zich in de Giro van 2001 de koning van de tussensprints noemen met zijn winst in het intergiroklassement. Boekte Mobilvetta dat jaar verder geen vermeldenswaardige overwinningen, 2002 was niet veel beter. De zeges moesten komen uit etappes in de Rondes van Egypte, Langkawi en Lucca.
In 2003 werd kaasfabrikant Formaggi Pinzolo Fiavé de hoofdsponsor van de ploeg en trok het baanwielrenner Marco Villa aan. Die won direct de Zesdaagse van Baskenland (San Sebastian). Etappeoverwinningen werden onder meer geboekt in de Rondes van Georgia en Trentino. Het jaar daarna was de hoop gevestigd op Ivan Quaranta, die na jaren weer terugkwam in het team van Stefano Giuliani. Quaranta wist de ploeg niet te helpen door grote overwinningen, maar won wel samen met Villa de Zesdaagse van Turijn. Villa won bovendien opnieuw in Baskenland.

## Bekende renners
- Elio Aggiano
- Niklas Axelsson
- Fortunato Baliani
- Jevgeni Berzin
- Giuseppe Di Grande
- Bo Hamburger
- Luis Laverde
- Rodolfo Massi
- Rinaldo Nocentini
- Ivan Quaranta
- Pascal Richard
- Laurent Roux
- Massimo Strazzer
- Marco Villa